# Richard Grant White
Richard Grant White, född den 23 maj 1822 i New York, död där den 8 april 1885, var en amerikansk kritiker. 
Han studerade medicin och juridik, blev advokat och passerade, som så många amerikanska författare, genom journalistiken till litteraturen. Han vigde sitt liv särskilt åt Shakespearestudiet, och utgav inom det området följande arbeten, förutom två utgåvor av Shakespeares verk: Shakespeares Scholar (1854), ett angrepp på Colliers texträttelser; Memoirs of the Life of Shakespeare (1865); Studies in Shakespeare (1885). Av hans övriga verk kan nämnas Words and their Uses (1870); The Fall of Man (1871); Every-Day English (1880). Åren 1876-1877 var han i England och utgav senare England Without and Within (1881). Hans artiklar under pseudonymen A Yankee i The Spectator påverkade den engelska opinionen till fördel för Nordstaterna.